# Lycophotia arcana
Lycophotia arcana là một loài bướm đêm trong họ Noctuidae.